# Nowa Huta (Litwa)
Nowa Huta (lit. Naujoji Ūta) – wieś na Litwie, w okręgu kowieńskim, w rejonie preńskim. Według danych z 2011 roku wieś jest zamieszkiwana przez 284 osoby.
We wsi znajduje się kościół z 1924 roku, poczta, punkt medyczny, szkoła podstawowa i biblioteka.